# 24時間ナレッジファクトリー
24時間ナレッジファクトリーは、アメリカ合衆国アリゾナ大学のアマルグプタ博士が創造した、国際的な営業、または労働に関する概念である。

## 概要
「大英帝国に日の没することなし」とは、「広大な英国では24時間太陽が沈まないこと」を表す18、19世紀の言い伝えである。「24時間ナレッジファクトリー」は、まさに英国の沈まぬ太陽の如く、複数の地域の時差を利用し、24時間休むことなく作業を続けることが可能な状態を実現するためのものである。これによって、国際間のチームが24時間体制で運用され、各チームのメンバーは通常の日中時間に働き、毎日その成果が夜間に次のメンバーへと受け渡される。
24時間ナレッジファクトリーは産業革命に基づく考えである。産業革命以前の製造業は、製品の企画から製作まですべてを一人の職人とその弟子達によって行う、家内工業であった。産業革命以後は、一つ一つの質が揃えられた製品の大量生産が見られるようになった。この産業革命は、特殊な道具や、設備への膨大な投資により実現された。そして革命で段々大きくなっていった需要を満たし、投資による収益を高めるため、日中だけの作業時間から現代の24時間労働システムに移り変わりった。

## 知的財産においての活用
今日、世界の先進国の主な産業は形のある製品からコンピュータのソフトウェアのような無形の知的財産（IP）の製造へ変化している。しかし、IPの発展は比較的まだまだ新しく、そのため今のIP産業の現状は、まるで産業革命以前の製造業のようである。ソフトウェア、ASIC、マーケティングキャンペーンなどの分野は、まだ比較的少数の職人と弟子による作業のような状態での生産が行われている。しかし、かつての産業革命で物資大量生産が可能となったように、知的財産の効率的な大量生産のため、労働革命を起こすことも、不可能ではなく、「24時間ナレッジファクトリー」は、文字通り知的財産を24時間体制で生産可能にする。

## 利点
24時間ナレッジファクトリーの導入によって考えられる利点は以下のようになる。
- 作業にかかる所要時間を短くし、効率の良い作業計画が立てられる。
- 昼夜逆転の状態の解消され、日中に働くことができる。

通常海外から能力の高いデザイナーを雇わなければならない状態や、海外との協力作業のため、昼夜逆転の中で働かなければならない状態などを解決することができる。
- 幅広い分野に応用できる可能性がある。

例えば医療機関からロジスティクス計画、金融検査から製品デザインなど、広く一般の産業に適用できる可能性がある。
- 革新的な新しいチーム協力方法の発展

例えば、先進国のある地域に設置された会社と、別の大陸にある他の部門や会社間が関係付けられる。この方法論においては、例えば IBM や Oracle のような大きな組織でも一協力者・一部品として扱われる。
- いかなる種類の知的財産（IP）の発展に適用できる（ソフトウェア、広告、etc）
- 広がったビジネスや経営の新しいモデル

## 導入例
色々な産業が既にこのアイデアを試行している。特に現在のソフトウェア開発はたいていアメリカ、ヨーロッパ、ロシア、インド、オーストラリアなどの国家間での協力作業になっている。

## 今後の課題
24時間ナレッジファクトリーは企業に様々な利益をもたらす。しかし、その発展にはコミュニケーション、協力、プロジェクト経営や管理など、新しいビジネス環境のための課題が残っている。これから必要なのは、24時間ナレッジファクトリーを実現させるための新規アイデアの創造、手段の模索、そしてR&Dによって新しい業務方法とシステムを発展させることである。
現在の研究プロジェクトのとりかかりとして、現行のアジャイルプロセスを拡張し、24時間体制のソフトウェア開発方法の研究が一部で行われている。

## 参照
- http://next.eller.arizona.edu/projects/24HrKF/japanese_index.aspx 初版転記元サイト。詳細はWikipedia:削除依頼/24時間ナレッジファクトリーを参照。